# 圣马尔 (埃纳省)
圣马尔（法語：Saint-Mard，法語發音：[sɛ̃ maʁ] ⓘ）是法国上法蘭西大區埃纳省的一个市镇，属于苏瓦松区。该市镇2009年时的人口为112人。

## 人口
圣马尔人口变化图示
| 数据来源：INSEE |